# Eduard Geyer
Eduard Geyer (Bielitz, 1944. október 7. –) német labdarúgó, hátvéd, edző, majd szövetségi edző.

## Sikerei, díjai

### Edzőként
FC Energie Cottbus:
- Német labdarúgó-bajnokság (harmadosztály) győztes: 1996-97
- Bundesliga 2 bronzérmes: 1999-00
- Német labdarúgókupa döntős: 1996-97